# Ґрущин (Великопольське воєводство)
Ґрущин (пол. Gruszczyn, нім. Heinrichswerder) — село в Польщі, у гміні Сважендз Познанського повіту Великопольського воєводства.
Населення — 1943 особи (2011).
У 1975-1998 роках село належало до Познанського воєводства.

## Демографія
Демографічна структура станом на 31 березня 2011 року:
|          | Загалом | Допрацездатний вік | Працездатний вік | Постпрацездатний вік |
| -------- | ------- | ------------------ | ---------------- | -------------------- |
| Чоловіки | 928     | 265                | 617              | 46                   |
| Жінки    | 1015    | 258                | 638              | 119                  |
| Разом    | 1943    | 523                | 1255             | 165                  |